# Jezioro Boszkowskie
Jezioro Boszkowskie – jezioro w woj. wielkopolskim, w powiecie wolsztyńskim, w gminie Przemęt, leżące na Pojezierzu Sławskim.

## Dane morfometryczne
Powierzchnia zwierciadła wody wynosi 28,5 ha. 

## Hydronimia
Według urzędowego spisu opracowanego przez Komisję Nazw Miejscowości i Obiektów Fizjograficznych (KNMiOF) nazwa tego jeziora to Jezioro Boszkowskie.